# Júlio Romão
Júlio Romão da Silva, mais conhecido como  Júlio Romão (Teresina, 22 de maio de 1917- Teresina, 09 de março de 2013) foi um jornalista, escritor e poeta brasileiro. Ocupou a cadeira, 31, da Academia Piauiense de Letras

## Prêmios e homenagens
Júlio Romão nasceu no Piauí, mas era radicado no Rio de Janeiro, onde ganhou cidadania e o nome de uma das ruas do bairro Méier, era detentor dos prêmios Filosofia e João Ribeiro, da Academia Brasileira de Letras (ABL). Recebeu algumas comendas, como o Mérito Cultural Conselheiro Saraiva, no Piauí. Prêmio Cláudio de Sousa, da Academia Brasileira de Letras, com a peça A invasão. A UFPI homenageou o escritor Júlio Romão com título de Doutor Honoris Causa.
Júlio Romão faleceu em Teresina, aos 95 anos.

## Obras
Júlio Romão é autor de diversas obras de teatro e poesia, entre os quais se destacam:
- Os Escravos: dramatização de Vozes d'África (1947)
- O Golpe Conjurado (1950)
- A Parábola da Ovelha (1963)
- José, o Vidente (1963)
- A Mensagem do Salmo (1967)
- Zumbo Zumbu (1967).
- A Epopéia Brasileira.
- O Monólogo dos Gestos (1968)